# كيني غرين (لاعب كرة سلة مواليد 1964)
كيني غرين (بالإنجليزية: Kenny Green)‏ مواليد 11 أكتوبر 1964 في يوستيس، هو لاعب كرة سلة أمريكي سابق. بدأ مسيرته الاحترافية في سنة 1985. تم اختياره من قبل فريق واشنطن ويزاردز خلال الدرافت. حمل الرقم 21. يبلغ طوله 6 قدم 6 بوصة (2.0 م). اعتزل اللعب في 1988.

## روابط خارجية
- كيني غرين على موقع إن بي أي (الإنجليزية)
- كيني غرين على موقع سبورتس رفرنس (الإنجليزية)
- كيني غرين على موقع كلية كرة السلة في سبورتس رفرنس.كوم (الإنجليزية)
- كيني غرين على موقع ريلجم (الإنجليزية)
- كيني غرين على موقع بروبوليرز (الإنجليزية)